# 自由爱国联盟
自由爱国联盟（Free Patriotic Union ，阿拉伯语：‎  ） 简称UPL，突尼斯一个政党。
2011年1月突尼斯革命后成立，2011年7月得到法律认可。领导人为利比亚出身的石油企业家斯利姆·里亚希（Slim Riahi）。
该党主张自由市场经济和现代社会，反对伊斯兰主义。
UPL的选举活动比较昂贵和奢侈，为潜在选民提供巴士前往聚会等举动，被人指控“购买”候选人及支持者。在2014年议会选举前的9月12日到30日期间因竞选广告与突尼斯的选举机构ISIE发生冲突。10月26日议会选举获得议会16个席位，位居第三。